# Let Me Roll It
«Let Me Roll It» (с англ. — «Позволь мне его катить») — песня Пола Маккартни и группы Wings с альбома 1973 года Band on the Run. Представлена в оригинальном издании на диске LP пятым по счёту треком. Автор музыки и слов песни — Пол Маккартни, он же является исполнителем вокальной партии.

## Издания на сингле и сборнике
Помимо издания на альбоме Band on the Run песня «Let Me Roll It» была выпущена также на второй стороне сингла «Jet» 15 февраля 1974 года.
Как в английском хит-параде, так и в американском чарте Billboard The Hot 100 наивысшей позицией этого сингла стало седьмое место.
Кроме того, песня «Let Me Roll It» была издана также на сборнике лучших песен Пола Маккартни 2001 года Wingspan: Hits and History.

## Концертные версии
С момента издания песня «Let Me Roll It» стала одной из основных в концертной программе Пола Маккартни и группы Wings. Песня регулярно исполнялась на выступлениях Wings в 1975—1976 годах и с 1993 года вошла в основной репертуар сольных концертов Пола Маккартни. Впервые со сцены «Let Me Roll It» была исполнена 9 сентября 1975 года. Песня была включена в несколько концертных записей исполнителя, в числе которых концертные альбомы Wings over America (1976),
Paul Is Live (1993),
Back in the U.S. (2002), Back in the World (2003),
Good Evening New York City (2009). Кроме того, видеосъёмки песни «Let Me Roll It» вошли в музыкальный фильм Rockshow (1981) и на DVD-издание In Red Square (2005). Во время концертного тура Summer Live '09, включавшего выступление на стадионе Сити-филд, Пол Маккартни добавил в финал «Let Me Roll It» инструментальный фрагмент композиции «Foxy Lady» группы The Jimi Hendrix Experience (данный концертный номер включён в альбом Good Evening New York City).

## Кавер-версии
На песню «Let Me Roll It» был создан ряд кавер-версий, их записывали такие исполнители, как:
- Jerry Garcia Band (Pure Jerry. Theatre 1839, San Francisco July 29 & 30, 1977, записана в 1977, издана в 2004)[17];
- The Grapes of Wrath (You May Be Right, 1991)[18];
- Elektryczne Gitary — (Huśtawki, песня «Serce jak pies» с оригинальным текстом на польском языке, 1995)[19][20];
- Big Sugar (Various Artists. Hempilation, Vol. 2: Free the Weed, 1998)[21];
- Robyn Hitchcock (Various Artists. Listen to What the Man Said: Popular Artists Pay Tribute to the Music of Paul McCartney, 2001)[22];
- Brendan Benson (Metarie (US EP), 2003)[23];
- Richie Sambora (Les Paul. American Made World Played, 2005)[24];
- Mandy Moore (2009);
- The Click Five (2009);
- Melvins (Freak Puke, 2012)[25];
- Lake Street Dive (Fun Machine, 2012)[26];
- Fiona Apple и The Roots (2012);
- Teddy Thompson (Let Us in Americana: The Music of Paul McCartney, 2013)[27];
- St. Paul and The Broken Bones (2014);
- Heart (2014) и другие.

## Критика
По мнению критика Стивена Томаса Эрлвайна (Stephen Thomas Erlewine), изложенному в критическом обзоре альбома Band on the Run на сайте Allmusic, записанная в минорной тональности песня «Let Me Roll It» является ответом Пола Маккартни на композицию Джона Леннона «How Do You Sleep?».
При этом Пол Маккартни всегда отрицал, что звучание песни «Let Me Roll It» и, в частности, звучание гитарных риффов и использование эхо-эффектов, напоминают звучание той или иной композиции Джона Леннона, и утверждал, что сама песня не имеет к Леннону никакого отношения. Более того, в интервью журналу Clash в 2010 году музыкант признался, что в песне речь идёт скорее о наркотиках, чем о чём-либо ином. В строчке «let me roll it to you», по его словам, заложен двойной смысл, означающий также «давай я скручу для тебя косяк».

## Участники записи
- Пол Маккартни — вокал, соло-гитара, бас-гитара, ударные;
- Линда Маккартни — бэк-вокал, клавишные;
- Денни Лейн — бэк-вокал, ритм-гитара.